# Vals cu Bashir
Vals cu Bashir (în ebraică ואלס עם באשיר, transliterat: Vals Im Bashir) este un film documentar de război animat israelian din 2008, regizat de Ari Folman după propriul scenariu. El îl prezintă pe Folman în căutarea amintirilor reprimate cu privire la experiența sa ca soldat în Războiul din Liban din 1982.
Acest film și $9.99, apărute ambele în 2008, sunt primele filme de animație israeliene lansate în cinematografe de la Ba'al Hahalomot (1962) al Alinei și a lui Yoram Gross. Vals cu Bashir a fost vizionat în premieră la Festivalul Internațional de Film de la Cannes din 2008, unde a intrat în competiția pentru Palme d'Or și de atunci a câștigat și a fost nominalizat pentru mai multe premii importante, obținând numeroase aprecieri din partea criticilor. A câștigat Premiul Globul de Aur pentru cel mai bun film într-o limbă străină, Premiul National Society of Film Critics pentru cel mai bun film, Premiul César pentru cel mai bun film străin și Premiul IDA pentru documentar de lung metraj și a fost nominalizat la Premiul Oscar pentru cel mai bun film străin, la Premiul BAFTA pentru cel mai bun film într-o limbă străină alta decât engleza și la Premiul Annie pentru cel mai bun lungmetraj de animație.

## Rezumat
În 1982 Ari Folman era un tânăr soldat (în vârstă de 19 ani) în cadrul unei unități de infanterie a armatei israeliene. După peste 20 de ani, în 2006, întâlnește un camarad din acea perioadă, care îi spune că a început să aibă coșmaruri legate de evenimentele traumatizante la care a asistat în timpul Războiului din Liban. Folman își dă seama cu surprindere că el nu-și amintește nimic din acea perioadă. Mai târziu, în aceeași noapte, el are viziunea nopții în care a avut loc masacrul de la Sabra și Shatila, realitate pe care îi este imposibil să și-o amintească în mod clar. În amintirea sa, în acea noapte el se scălda în Marea Mediterană pe o plajă din Beirut, sub lumina rachetelor de semnalizare care coborau peste oraș.
Cineastul călătorește în Țările de Jos pentru a se întâlni cu un prieten din copilărie, care îl sfătuiește să-i caute pe alți camarazi care au fost în acea vreme la Beirut și care ar putea să-l ajute să-și reamintească întâmplările pe care el le uitase. Întors în Israel, Folman discută cu foști camarazi de arme și cu alți militari care participaseră la acel război, precum și cu un psiholog și cu reporterul israelian de televiziune Ron Ben-Yishai, care transmisese reportaje cu privire la evenimentele petrecute la Beirut în acea perioadă.
Punând cap la cap toate aceste informații, cineastul își dă seama în cele din urmă că făcuse parte din „cel de-al doilea sau cel de-al treilea inel” de soldați israelieni care înconjuraseră tabăra de refugiați palestinieni unde fusese comis masacrul și că el a fost unul dintre soldații care au lansat către cer rachetele care au iluminat tabără de refugiați pentru ca miliția falangistă creștină libaneză să poată comite masacrul. Folman concluzionează că amnezia lui provenea din senzația că el, ca soldat adolescent, era la fel de vinovat pentru producerea acelui masacru ca și cei care l-au comis. Filmul se încheie cu dizolvarea animației într-o imagine reală a urmărilor masacrului.

## Distribuție

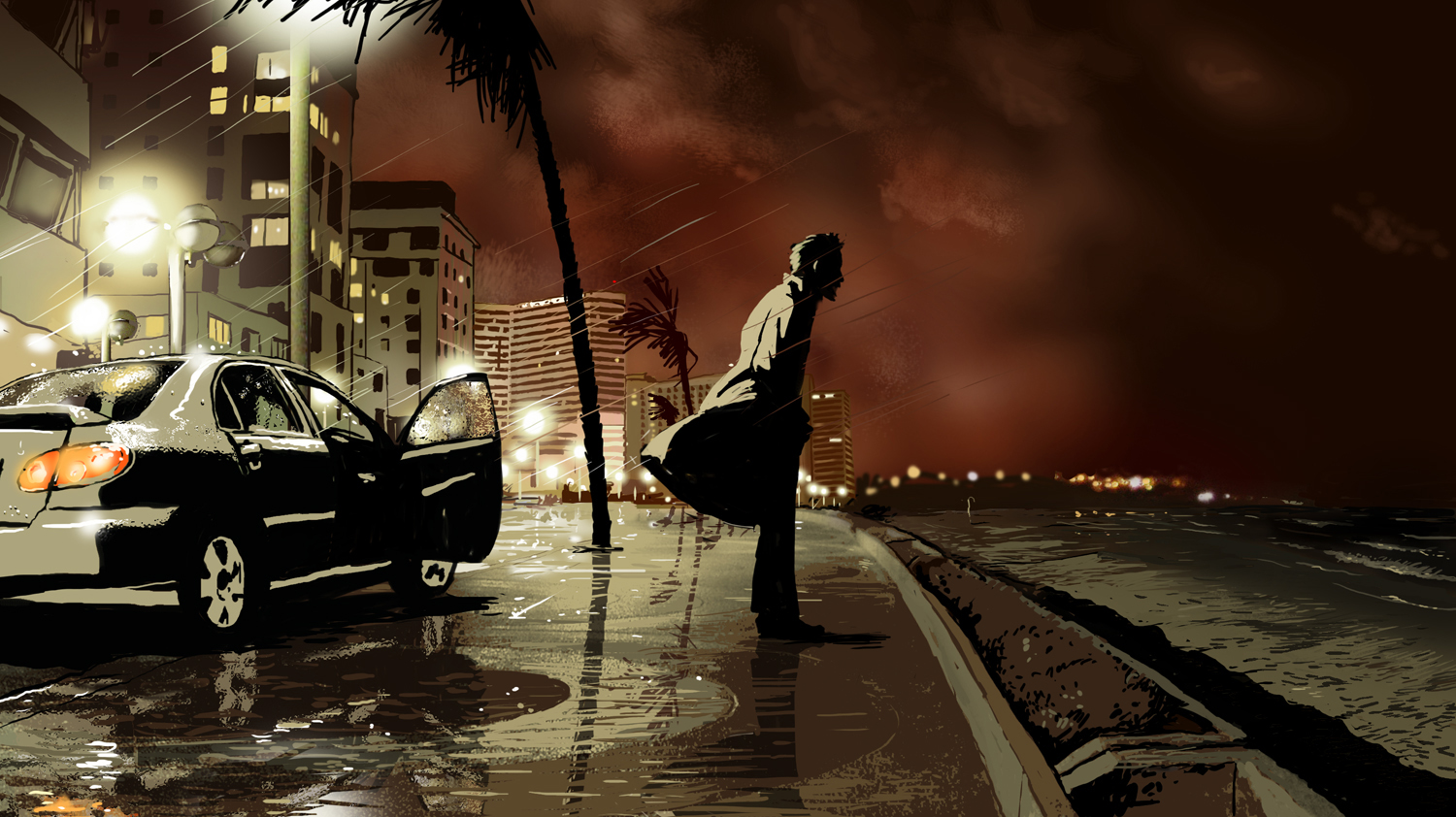
Imagine din film

Filmul conține atât personaje reale, cât și personaje fictive inspirate de oameni din viața reală.
- Ari Folman — un cineast israelian, care și-a încheiat recent serviciul militar de rezervist. Cu vreo douăzeci de ani mai înainte a servit în armata israeliană în timpul Războiului din Liban.
- Miki Leon — Boaz Rein-Buskila, un contabil și veteran israelian al Războiului din Liban care suferă de doi ani de coșmaruri.
- Ori Sivan — un cineast israelian care a regizat anterior, împreună cu Folman, două filme și care este un prieten vechi al acestuia.
- Yehezkel Lazarov — Carmi Can'an, un veteran israelian al Războiului din Liban care a fost odată prieten cu Folman și care locuiește acum în Țările de Jos.
- Ronny Dayag — un inginer alimentar și veteran israelian al Războiului din Liban. În timpul războiului a fost membru al echipajului unui tanc Merkava.
- Shmuel Frenkel — un veteran israelian al Războiului din Liban. În timpul acestui război a comandat o unitate de infanterie.
- Zahava Solomon — o psiholoagă israeliană și cercetătoare a traumelor psihice.
- Ron Ben-Yishai — un jurnalist israelian care a realizat reportaje în timpul Războiului din Liban și a prezentat masacrul din tabăra de refugiați.
- Dror Harazi — un veteran israelian al Războiului din Liban. În timpul războiului a comandat un tanc staționat în afara taberei de refugiați Shatila.

## Titlu
Titlul filmului provine de la o scenă în care Shmuel Frenkel, unul dintre veteranii intervievați și comandant al unității de infanterie din care făcuse parte Folman în timpul evenimentelor descrise în film, apucă o mitralieră de uz general și „dansează un vals nebun” (pe muzica Valsului în do diez minor al lui Chopin) în mijlocul focului puternic al inamicului pe o stradă din Beirut pavoazată cu afișe imense ale președintelui libanez Bashir Gemayel. Din punct de vedere tematic, titlul filmului este o descriere simbolică a „valsului”, care este un dans de cuplu, pe care Folman îl „dansează” cu amintirile sale din timpul Războiului din Liban. Titlul se poate referi, de asemenea, la valsul politic de scurtă durată al Israelului cu președintele libanez Bashir Gemayel. Alții au speculat că titlul este o trimitere la romanul satiric Abatorul cinci (Slaughterhouse-Five, or The Children's Crusade: A Duty-Dance with Death) al lui Kurt Vonnegut.

## Producție
Realizarea filmului a durat patru ani. Filmul are un aspect neobișnuit pentru un lungmetraj documentar deoarece este realizat aproape în întregime prin mijloacele animației. El combină muzica clasică, muzica anilor 1980, grafica realistă, secvențe suprarealiste și ilustrații similare benzilor desenate. Întregul film este animat, cu excepția unui segment scurt cu imagini de arhivă.
Animația, cu nuanțele ei întunecate în concordanță cu emoțiile transmise de film, folosește un stil unic inventat de Yoni Goodman la studioul Bridgit Folman Film Gang din Israel. Tehnica este adesea confundată cu rotoscopia, un stil de animație care suprapune desene peste imagini live, dar este de fapt o combinație între decupajele realizate în Adobe Flash și animația clasică. Fiecare desen a fost decupat în sute de piese care au fost mutate în funcție de necesități, creând astfel iluzia de mișcare. Mai întâi a fost realizat într-un studio un film video de 90 de minute, care a fost transformat apoi într-o bandă desenată. De acolo au fost extrase 2.300 de ilustrații originale care au format împreună secvențele actuale ale filmului prin intermediul animației Flash, a animației clasice și a tehnologiei 3D.
Coloana sonoră originală a fost compusă de compozitorul de muzică electronică minimalistă Max Richter, în timp ce cântecele sunt interpretate de OMD („Enola Gay”), PiL („This is Not a Love Song”), Navadey Haukaf („נוודי האוכף”, în traducere „Bună dimineața, Liban”, scris special pentru film), Haclique („Incubator”) și Zeev Tene (o versiune nouă a cântecului „I Bombed Korea” al formației Cake, intitulată „Beirut”). Unii critici au considerat că muzica joacă un rol activ de comentator al evenimentelor spre deosebire de acompaniamentul simplu.
Benzile desenate, în special cele realizate de Joe Sacco, romanele Catch-22, Aventurile lui Wesley Jackson și Abatorul cinci și picturile lui Otto Dix au fost menționate de Folman și de regizorul artistic David Polonsky ca surse de inspirație ale filmului. Filmul a fost adaptat într-un roman grafic în anul 2009.

## Lansarea filmului
Vals cu Bashir a fost lansat în Statele Unite ale Americii pe 25 decembrie 2008, în doar cinci cinematografe, unde a avut încasări de 50.021 $ în primul sfârșit de săptămână. Difuzarea sa în America a adus până la 14 mai 2009 încasări de 2.283.849 $. În restul țărilor, Vals cu Bashir a avut încasări de 8.842.000 $ care au făcut ca încasările totale să se ridice la suma de 11.125.849 $.

### Receptare critică
În martie 2017 filmul avea un rating de 96% „proaspăt” pe situl de recenzii Rotten Tomatoes, bazat pe opiniile a 149 de critici, cu o medie de 8,4/10; consensul general era următorul: „Lecție de istorie vitală, originală și complet inovatoare, cu o animație de pionierat, Vals cu Bashir își prezintă mesajul cu privire la Orientul Mijlociu într-un mod hipnotizant”. Pe situl Metacritic filmul are un rating 91/100 bazat pe opiniile a 33 de critici, indicând „aprecieri universale”.
indieWire l-a considerat al zecelea cel mai bun film al anului, pe baza unui sondaj anual la care au participat 100 de critici de film. Xan Brooks de la The Guardian l-a numit „un film extraordinar de provocator și de tulburător”. Filmul a fost lăudat pentru „inventarea unui nou limbaj cinematografic” la festivalul Tokyo Filmex. Criticul David Walsh l-a descris pe World Socialist Web Site ca fiind un film antirăzboi „dureros de sincer” și „unul dintre cele mai extraordinare și mai bântuitoare filme de la Festivalul de Film de la Toronto”. În ciuda recenziilor critice pozitive, filmul a avut un succes comercial moderat în Israel.

### Vizionarea filmului în Liban
Filmul a fost interzis în unele țări arabe (inclusiv Liban) și a avut parte de critici foarte aspre în Liban din cauza prezentării unei epoci violente și confuze a istoriei țării. Un grup de peste 961 de bloggeri, printre care Cercul Interior Libanez, s-au răzvrătit împotriva deciziei guvernului libanez de a interzice proiecția filmului și au reușit să-l facă accesibil criticilor libanezi, sfidând interdicția guvernului. În ianuarie 2009 filmul a fost proiectat într-un spațiu privat din Beirut, în fața a 90 de persoane. De atunci au avut loc mai multe proiecții. Copii neoficiale sunt, de asemenea, disponibile în țară. Folman a considerat proiecția filmului ca un motiv de mare mândrie: „Am fost copleșit și entuziasmat. Aș fi vrut să fi fost acolo. Îmi doresc ca într-o zi să-mi pot prezenta filmul la Beirut. Pentru mine, aceasta va fi cea mai fericită zi din viața mea”.

### Includerea în topurile criticilor de film
Filmul a apărut în topurile celor mai bune zece filme ale anului 2008, realizate de mai mulți critici de film americani.
- 1 – Ella Taylor, LA Weekly[20]
- 1 – Stephen Farber, The Hollywood Reporter[20]
- 2 – Andrea Gronvall, Chicago Reader[20]
- 2 – Andrew O'Hehir, Salon[20]
- 4 – Christy Lemire, Associated Press[21]
- 4 – Lisa Schwarzbaum, Entertainment Weekly[20]
- 5 – J. Hoberman, The Village Voice[20]
- 5 – Lawrence Toppman, The Charlotte Observer[20]
- 6 – Liam Lacey, The Globe and Mail[20]
- 7 – David Edelstein, revista New York[20]
- 7 – Marc Savlov, The Austin Chronicle[20]
- 8 – Sheri Linden, The Hollywood Reporter[20]
- 9 – David Ansen, Newsweek (la egalitate cu WALL-E)[20]
- 9 – Frank Scheck, The Hollywood Reporter[20]
- 9 – Joe Morgenstern, The Wall Street Journal[20]
- 9 – Peter Rainer, The Christian Science Monitor[20]
- 9 – Rick Groen, The Globe and Mail[20]
- 10 – Kenneth Turan, Los Angeles Times (la egalitate cu WALL-E)[20]
- 10 – Lou Lumenick, New York Post[20]
- 10 – Scott Foundas, LA Weekly (la egalitate cu WALL-E)[20]

El a fost clasat, de asemenea, pe locul 34 în topul „The 100 Best Films Of World Cinema” realizat în 2010 de revista Empire și pe locul 4 în topul „50 Documentaries to See Before You Die” realizat în 2011 de canalul american de televiziune Current TV.

### Premii și nominalizări
Vals cu Bashir a devenit primul film animat care a obținut o nominalizare pentru un premiu Oscar sau un premiu Globul de Aur pentru cel mai bun film într-o limbă străină. De asemenea, a fost primul film de animație clasificat R (Restricted, adică poate fi vizionat de copiii mai mici de 17 ani doar dacă sunt însoțiți de un părinte) care a fost nominalizat la aceste premii. El a devenit, de asemenea, primul film israelian câștigător al Premiului Globul de Aur pentru cel mai bun film într-o limbă străină de la The Policeman (1971) și primul film documentar care a câștigat acest premiu.
Filmul a fost nominalizat, fără succes, la Premiul Oscar pentru cel mai bun film de animație și a devenit ineligibil pentru Premiul Oscar pentru cel mai bun film documentar atunci când Academia Americană de Film a anunțat noua sa regulă de a nominaliza numai documentare care fuseseră prezentate atât la New York, cât și Los Angeles până la data de 31 august.
Vals cu Bashir a fost inclus, de asemenea, în topul filmelor străine alcătuit de National Board of Review. Folman a obținut premiul pentru cel mai bun scenariu al unui film documentar decernat de Writers Guild of America și premiul pentru cea mai bună regie a unui film documentar decernat de Directors Guild of America. Cineastul israelian a fost nominalizat, de asemenea, la premiul Annie și premiul BAFTA pentru cel mai bun film de animație, dar a pierdut ambele premii în competiția cu Kung Fu Panda și respectiv WALL-E.
- Animafest Zagreb:
  - Marele premiu (câștigător)
- Premiile Annie:
  - cel mai bun film de animație (nominalizat)
  - cea mai bună regie a unui film de animație (Ari Folman, nominalizat)
  - cea mai bună muzică a unui film de animație (Max Richter, nominalizat)
  - cel mai bun scenariu al unui film de animație (Ari Folman, nominalizat)
- Premiile Asia Pacific Screen:
  - cel mai bun film de animație (câștigător)
- Premiile BAFTA:
  - cel mai bun film într-o limbă străină alta decât engleza (nominalizat)
  - cel mai bun film de animație (nominalizat)
- Premiile Bodil:
  - cel mai bun film neamerican (câștigător)
- Premiile Boston Society of Film Critics:
  - cel mai bun film într-o limbă străină (finalist)
  - cel mai bun film de animație (finalist)
- Premiile British Independent Film:
  - cel mai bun film independent străin (câștigător)
- Premiile Broadcast Film Critics:
  - cel mai bun film într-o limbă străină (câștigător)
  - cel mai bun film de animație (nominalizat)
- Festivalul de Film de la Cannes:
  - Palme d'Or (nominalizat)
- Premiile César:
  - cel mai bun film străin (câștigător)
- Premiile Chicago Film Critics Association:
  - cel mai bun film de animație (nominalizat)
- Premiile Dallas-Fort Worth Film Critics Association:
  - cel mai bun documentar (nominalizat)
  - cel mai bun film într-o limbă străină (nominalizat)
- Premiile Directors Guild of America:
  - cea mai bună regie a unui film documentar (Ari Folman, câștigător)
- Premiile Academiei Europene de Film:
  - cel mai bun film (nominalizat)
  - cel mai bun compozitor de muzică de film (Max Richter, câștigător)
  - cel mai bun regizor (Ari Folman, nominalizat)
  - cel mai bun scenarist (Ari Folman, nominalizat)
- Festival du Nouveau Cinéma:
  - Premiul pentru inovație Daniel Langlois (câștigător)
- Festivalul Internațional de Film de la Gijón:
  - cea mai bună regie artistică (Yoni Goodman, câștigător)
  - premiul juriului tânăr (câștigător)
- Premiile Globul de Aur:
  - cel mai bun film într-o limbă străină (câștigător)
- Premiile International Cinephile Society:
  - cel mai bun film într-o altă limbă decât engleza (câștigător)
  - cel mai bun film de animație (câștigător)
  - cel mai bun film documentar (câștigător)
- Premiile International Documentary Association:
  - cel mai bun film documentar (câștigător, la egalitate cu Man on Wire)
- Premiile International Film Music Critics Association:
  - cel mai bun compozitor de muzică de film al anului (Max Richter, nominalizat)
  - cea mai bună coloană sonoră originală a unui film de animație (Max Richter, nominalizat)
- Premiile Los Angeles Film Critics Association:
  - cel mai bun film de animație (câștigător)
  - cel mai bun film documentar/film de non-ficțiune (finalist)
- Premiile Societății Naționale a Criticilor de Film:
  - cel mai bun film (câștigător)
- Premiul Ophir:
  - cel mai bun film (câștigător)
  - cel mai bun regizor (Ari Folman, câștigător)
  - cel mai bun scenariu (Ari Folman, câștigător)
  - cea mai bună regie artistică (David Polonsky, câștigător)
  - cel mai bun montaj (Nili Feller, câștigător)
  - cel mai bun sunet (Aviv Aldema, câștigător)
  - cea mai bună imagine (Yoni Goodman, nominalizat)
- Premiile Oscar:
  - cel mai bun film străin (nominalizat)
- Festivalul de Film de la Palić:
  - Turnul de Aur (câștigător)
- Premiile Satellite:
  - cel mai bun film animat sau mixt (nominalizat)
  - cel mai bun film documentar (nominalizat)
- Festivalul de Film Nopțile Negre de la Tallinn:
  - Premiul special al juriului (câștigător)
- Tokyo Filmex:
  - Marele premiu (câștigător)
- Premiile Utah Film Critics Association:
  - cel mai bun film într-o altă limbă decât engleza (finalist)
  - cel mai bun film documentar (finalist)
- Premiile Visual Effects Society
  - cea mai bună animație a unui film de animație (Yoni Goodman, Yael Nahlieli, nominalizat)
- Premiile Writers Guild of America:
  - cel mai bun scenariu al unui film documentar (Ari Folman, câștigător)

## Legături externe
- Arhivat în 17 mai 2008, la Wayback Machine. Official website
- Waltz with Bashir la Internet Movie Database
- Waltz with Bashir la Box Office Mojo
- Waltz with Bashir la Rotten Tomatoes
- Waltz with Bashir la Metacritic
- "Ari Folman presents his film 'Waltz with Bashir,'" pe YouTube, "france24english", 16 mai 2008.
- Sebastian Musch: Freud in Beirut - Mechanisms of Trauma in Waltz with Bashir